# Philip Francis (1740–1818)

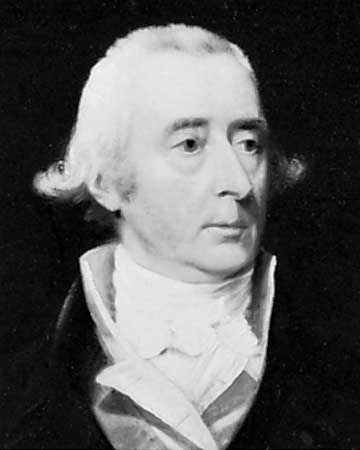
Sir Philip Francis.

Philip Francis, född den 22 oktober 1740 i Dublin, död den 23 december 1818 i London, var en brittisk ämbetsman och politisk skriftställare, son till prästmannen Philip Francis.
Francis fick 1756 genom lord Hollands inflytande anställning i inrikesdepartementet och innehade 1762–1772 en viktig syssla i krigsdepartementet, vars officiella korrespondens till stor del gick genom hans händer. 
Francis blev 1773 utsedd till medlem av det nyinrättade indiska rådet vid generalguvernörens sida och anlände till Calcutta hösten 1774. Där gjorde han allt för att motarbeta och förlama Warren Hastings verksamhet, och den häftiga konflikten dem emellan ledde till och med till en duell[1779. 
Francis lämnade Indien 1780 och var 1784–1798 och 1802–1807 medlem av underhuset, där hans tal emellertid väckte föga anklang. Han gav Burke ymnigt material för dennes kampanj mot Warren Hastings och bidrog jämte honom och Sheridan väsentligt till att Hastings ställdes under åtal. 
Francis politiska åskådning var utpräglat whig-radikal; han ivrade mot slavhandeln och var en av de första som i England påyrkade en grundlig parlamentsreform. Redan som ung tjänsteman ägnade sig åt en mycket produktiv anonym politisk skriftställarverksamhet. 
Utöver vad som säkert kan uppvisas ha flutit ur hans penna torde han även, trots att fullt bindande bevisning därom ännu inte föreligger, ha författat de berömda, på sin tid så uppseendeväckande Letters of Junius.